# Ankarana-Langflügelfledermaus

Fundplätze der Ankarana-Langflügelfledermaus

Die Ankarana-Langflügelfledermaus (Miniopterus aelleni) ist ein auf den Komoren und auf Madagaskar verbreitetes Fledertier in der Gattung der Langflügelfledermäuse. Die Population zählte bis 2009 zur Fandriana-Langflügelfledermaus (Miniopterus manavi). Der Artzusatz im wissenschaftlichen Namen ehrt den Schweizer Zoologen Villy Aellen.

## Merkmale
Mit einer Kopf-Rumpf-Länge von etwa 49 mm, einer Schwanzlänge von 39 bis 44 mm und einem Gewicht von 3,7 bis 5,4 g ist die Art eine kleine Langflügelfledermaus. Sie hat 35 bis 38 mm lange Unterarme, Hinterfüße von 5 bis 7 mm Länge und 10 bis 12 mm lange Ohren. Auf der Oberseite ist mittel- bis dunkelbraunes Fell vorhanden und die Unterseite besteht aus Haaren die dunkle oder gelbbraune Spitzen besitzen, was ein gesprenkeltes Aussehen erzeugt. Die Schwanzflughaut ist behaart, wobei die Behaarung der Unterseite undeutlich ist. Dabei liegt sie zwischen der Fandriana-Langflügelfledermaus, die an diesem Körperteil stärker behaart ist und der Komoren-Langflügelfledermaus (Miniopterus griveaudi), deren Schwanzflughaut fast nackt ist. Verglichen mit der Ambre-Langflügelfledermaus (Miniopterus ambohitrensis) ist die Art kleiner und hat weniger rotbraunes Fell. Unterschiede zu anderen Arten bestehen in der Ausformung des Tragus im Ohr.

## Verbreitung
Diese Fledermaus lebt auf den Komoren und im nordwestlichen Madagaskar. Sie bewohnt das Flach- und Bergland zwischen 40 und 1350 Meter Höhe. Die Exemplare halten sich in Karstlandschaften mit laubabwerfenden Wäldern auf.

## Lebensweise
Die Ankarana-Langflügelfledermaus ruht am Tage in Höhlen, die oft mit der Komoren-Langflügelfledermaus geteilt werden. Die Beute besteht vermutlich aus fliegenden Insekten, denen eine harte Schale fehlt. Die Rufe zur Echoortung sind 2,2 bis 4,8 Millisekunden lang. Ihre maximale Frequenz liegt bei 62 bis 80 kHz, während die tiefste Frequenz bei 48 bis 51 kHz liegt. Die stärkste Intensität wird bei 51 bis 55 kHz erreicht. Im November wurden Weibchen registriert, die vergrößerte oder milchführende Zitzen hatten, sowie Weibchen, die mit einem Embryo trächtig waren.

## Gefährdung
Diese Fledermaus wird öfter angetroffen und sie hat vermutlich ein gutes Anpassungsvermögen. Die IUCN listet sie als nicht gefährdet (least concern).